# Jellico
Jellico est une municipalité américaine située dans le comté de Campbell au Tennessee.
Selon le recensement de 2010, Jellico compte 2 355 habitants. La municipalité s'étend sur 6,38 milles carrés (16,52 km2), dont 0,07 milles carrés (0,18 km2) d'étendues d'eau.
La localité aurait été fondée vers 1795 par des familles Smith et appelée Smithburg. En 1883, elle aurait été renommée Jellico en référence à une plante locale servant à préparer une boisson à base de racine d'angelica (« jelka »). Selon une autre version, son nom actuel serait une déformation de Jerrico. Jellico devient une municipalité en 1885.